# Episodi di Cougar Town (quarta stagione)
La quarta stagione della serie televisiva Cougar Town è stata trasmessa in prima visione assoluta negli Stati Uniti d'America da TBS dall'8 gennaio al 9 aprile 2013. L'emittente trasmette la serie per la prima volta a partire da questa stagione, dopo averne acquisito i diritti dalla ABC il 10 maggio del 2012.
In Italia la stagione è stata trasmessa in prima visione su Fox Life, canale satellitare della piattaforma Sky, dal 21 agosto al 2 ottobre 2013. Dal 18 gennaio al 2 febbraio 2025 viene trasmessa in prima visione in chiaro su LA7d.
| nº | Titolo originale          | Titolo italiano                   | Prima TV USA     | Prima TV Italia   |
| -- | ------------------------- | --------------------------------- | ---------------- | ----------------- |
| 1  | Blue Sunday               | Depressione domenicale            | 8 gennaio 2013   | 21 agosto 2013    |
| 2  | I Need to Know            | Devo sapere                       | 15 gennaio 2013  | 21 agosto 2013    |
| 3  | Between Two Worlds        | Tra due mondi                     | 22 gennaio 2013  | 28 agosto 2013    |
| 4  | I Should Have Known It    | Avrei dovuto immaginarlo          | 29 gennaio 2013  | 28 agosto 2013    |
| 5  | Runnin' Down A Dream      | Rincorrere un sogno               | 5 febbraio 2013  | 4 settembre 2013  |
| 6  | Restless                  | L'insonnia                        | 12 febbraio 2013 | 4 settembre 2013  |
| 7  | Flirting with Time        | Il passato ci definisce           | 19 febbraio 2013 | 11 settembre 2013 |
| 8  | You and I Will Meet Again | Tu ed io ci incontreremo di nuovo | 26 febbraio 2013 | 11 settembre 2013 |
| 9  | Make It Better            | Si può migliorare                 | 5 marzo 2013     | 18 settembre 2013 |
| 10 | You Tell Me               | Tutti hanno un caveau             | 12 marzo 2013    | 18 settembre 2013 |
| 11 | Saving Grace              | Sindaci e dodgeball               | 19 marzo 2013    | 25 settembre 2013 |
| 12 | This Old Town             | A proposito di vecchiaia          | 26 marzo 2013    | 25 settembre 2013 |
| 13 | The Criminal Mind         | Criminali si diventa              | 2 aprile 2013    | 2 ottobre 2013    |
| 14 | Don't Fade on Me          | La vacanza                        | 9 aprile 2013    | 2 ottobre 2013    |
| 15 | Have Love Will Travel     | Ama e andrai lontano              | 9 aprile 2013    | 2 ottobre 2013    |

## Depressione domenicale
- Titolo originale: Blue Sunday
- Diretto da: Courteney Cox
- Scritto da: Bill Lawrence

### Trama
La vita è dolce per gli sposi novelli Jules e Grayson: o meglio, lo sarebbe se Ellie non ammonisse Grayson di non creare precedenti, sostenendo che quello che si fa nella prima settimana di matrimonio poi diventa un'abitudine perenne. Davanti all'obbligo di fare il caffè ogni mattina alla moglie e di riempirle il bicchiere di vino, Grayson protesta; l'atmosfera tesa causa qualche problema a Jules, che prima si rifugia da Lynn e poi finisce col fare un brutto sogno, in cui il marito flirta con una bella ragazza al bar. Il pensiero di quanto accaduto in sogno causa a Jules una depressione latente, che trascina tutta la compagnia del cul de sac in un turbine di tristezza. Laurie è triste perché Wade sarà in Afghanistan per un altro anno, Travis si vergogna per quanto è accaduto a Napa, Bobby insegna al figlio a scappare dai problemi piuttosto che affrontarli. Spinto da Ellie, che lo aiuta a capire come Jules sia il cuore pulsante del gruppo di amici, Grayson chiede perdono alla moglie per quanto accaduto in sogno e così facendo l'equilibrio viene presto ristabilito. Mentre Andy ha una pazza notte di sesso con Ellie, profondamente addormentata, Laurie chiede a Travis di parlare dei suoi sentimenti verso di lei.

## Devo sapere
- Titolo originale: I Need to Know
- Diretto da: Courteney Cox
- Scritto da: Chrissy Pietrosh e Jessica Goldstein

### Trama
Grayson, Bobby ed Andy provano a farsi crescere i baffi come Tom Selleck. L'esperimento ha un gran successo: il nuovo look di Grayson comincia ad attirare al suo pub tanti ragazzi gay. Laurie stuzzica l'amico, tacciandolo di omofobia, finché Grayson non si lancia in un commovente discorso sulla tolleranza che però non viene gradito dagli avventori del bar. Jules consente a Travis di cancellare le serate in famiglia, dicendo al figlio di non volerlo forzare, e gli permette di tornare a casa solo quando abbia realmente voglia di stare con la famiglia. Dopo dieci giorni senza nessuna traccia del ragazzo, Jules lo cerca fino al campus, scoprendo che il ragazzo vede più volentieri Bobby che lei. Ellie, suguendo un improvvido consiglio di Bobby, prova ad addestrare Andy come se fosse un cane per convincerlo a fare ciò che vuole. Jules ed Andy si lanciano quindi in una proficua vendetta, dopo la quale Ellie chiede scusa al marito, rivelando di sentirsi vulnerabile, e Travis torna a frequentare casa Cobb.

## Tra due mondi
- Titolo originale: Between Two Worlds
- Diretto da: John Putch
- Scritto da: Kevin Biegel

### Trama
Jules e Grayson vanno d'amore e d'accordo in casa Cobb, forse anche troppo d'accordo. La donna, infatti, sente il bisogno di un uomo che sappia tenerle testa e desidera litigare con il marito per ravvivare l'intesa sessuale. Jules sguinzaglia allora quello che Laurie definisce il "superpotere" di Ellie, ossia far bisticciare chiunque. Le malignità di Ellie hanno stavolta come bersaglio il fatto che Jules si chiami ancora Cobb, cognome di Bobby, e rifiuti di prendere il nome Ellis, come Grayson. La coppia litiga e finisce col fare l'amore, ma fatica a riappacificarsi, finché Jules non accetta di cambiare cognome almeno sulla patente. Travis, intanto, vuole sapere da Laurie quale sia il suo "superpotere", dato che per la donna ogni membro del cul de sac ne ha uno. Per scroccare un caffè al bar, Bobby si inventa di chiamarsi Ron Mexico: il suo nuovo nome gli conferisce una gran personalità, tant'è vero che l'uomo decide di farsi chiamare sempre così, con gran disappunto di Andy che lo esorta ad essere sempre sé stesso.

## Avrei dovuto immaginarlo
- Titolo originale: I Should Have Known It
- Diretto da: Michael McDonald
- Scritto da: Melody Derloshon

### Trama
Dopo l'ennesimo tentativo di attirare l'attenzione di Jules, Tom sparisce e non viene più visto nei dintorni del cul de sac. Jules e Laurie per caso scoprono che Tom ha una bella fidanzata: sospettando che la donna stia con il medico solo per interesse, le due amiche la seguono e arrivano perfino ad intrufolarsi in casa del vicino. Quando la donna le scopre, Jules e Laurie la accusano di essere una ladra: Tom inizialmente difende la fidanzata, salvo poi cacciarla nel momento in cui scopre che gli ha rubato un orologio. Impietosita, Jules invita il vicino ad entrare, arrivando pure a farlo accomodare sul divano e ad offrirgli un bicchiere di vino con il resto della compagnia del cul de sac. Dopo l'ennesimo appuntamento fallito, Bobby comincia a chiedersi cosa c'è che non va in lui: durante un "finto appuntamento" Ellie scopre che le maniere di Bobby a tavola sono alquanto scarse. La donna tenta perciò di insegnare il galateo all'amico, inizialmente ottenendo solo di offenderlo. Nel mentre, Andy e Grayson portano avanti una ribellione contro le "regole delle ragazze" decise dalle loro volubili mogli e amiche.

## Rincorrere un sogno
- Titolo originale: Running Down a Dream
- Diretto da: John Putch
- Scritto da: Justin Halpern e Patrick Schumacker

### Trama
Il problema principale della compagnia del cul de sac è in questo momento il lavoro: gli affari di Jules non vanno benissimo e la donna sospetta che l'agente immobiliare non sia proprio la sua professione, chiedendosi se nella vita avrebbe mai potuto fare altro. Laurie e Travis, millantando di essere gli artisti della compagnia, si prendono gioco di Andy e del suo "noioso" lavoro di agente finanziario; l'uomo, esasperato, comincia a fotografare soggetti con lo smartphone e a sostituire i cupcake di Laurie, dimostrando così di essere in grado di "fare arte" nonostante la sua professione non esattamente creativa. Jules decide di andare al pub a lavorare con Grayson, ma dopo poche ore il marito le chiede di tornare in ufficio, desiderando di avere del tempo per sé. La povera Jules, di conseguenza, torna all'agenzia e conclude un ottimo affare, ritrovando la motivazione per il suo lavoro. Nel mentre, Bobby ed Ellie hanno una parentesi come venditori ambulanti (e abusivi) di hamburger: è un'ottima occasione per la donna di sfogare il proprio cinismo e la propria acidità, diventando in poco tempo l'attrazione del food truck. 

## L'insonnia
- Titolo originale: Restless
- Diretto da: Courteney Cox
- Scritto da: Austin Faggen

### Trama
Durante una partita di hockey, Grayson viene ferito da una pallonata in faccia: le labbra e il viso si gonfiano a tal punto da rendere ai due coniugi impossibile baciarsi. Jules è insoddisfatta e la sua frustrazione si traduce in insonnia: la donna non riesce a dormire, creando problemi a tutti gli abitanti del quartiere. Il povero Grayson viene continuamente svegliato per tenerle compagnia, Travis si vede rovinare un appuntamento dalla madre che gli piomba in casa durante la notte, Tom e Andy vengono tenuti svegli quando Jules decide di prendere un sonnifero e passa la notte in uno stato simile all'ubriachezza, non ricordando nulla la mattina successiva. Bobby, per San Valentino, regala a Grayson un "manuale d'istruzioni" per Jules, con tanti consigli sulla vita di coppia: Grayson inizialmente si offende e restituisce il quaderno a Bobby, ma se ne pente quando Travis gli fa notare che il padre ha scritto tutto dopo la fine del matrimonio, in modo da non rovinare tutto un'altra volta se gli si fosse presentata l'occasione. Il manuale è dunque un grande atto di amicizia e Grayson trova immediatamente la soluzione all'insonnia di Jules: basta ricominciare a baciarla e tutto si risolve. Andy, nel mentre, decide di spendere tutti i "coupon del sesso" ricevuti negli anni da Ellie durante il giorno di San Valentino, con gran disappunto della donna; ma quando Ellie si rifugia da Laurie, la ragazza le fa notare quanto in realtà sia fortunata ad avere un uomo che dopo tanti anni la desidera ancora come i primi tempi.

## Il passato ci definisce
- Titolo originale: Flirting with Time
- Diretto da: Courteney Cox
- Scritto da: Blake McCormick

### Trama
La casa di Grayson è in vendita: potenziali vicini, di conseguenza, cominciano a visitare il cul de sac. Dopo aver fatto fuggire una coppia salutista e vegana, gli amici ripensano al momento in cui si sono trasferiti a Gulfhaven e conosciuti: Jules e Bobby, giovani spiantati con un figlio piccolo al seguito, erano stati inizialmente accolti malissimo da Ellie, che aveva tentato in tutti i modi di evitare i fastidiosi tentativi di Jules di fare amicizia. A sorpresa, emerge che Ellie, anni prima, era disperatamente innamorata di Andy, mentre l'uomo cercava di evitare l'argomento "matrimonio" per paura di impegnarsi. Jules, tuttavia, non si era fatta troppi problemi ad affrontare l'argomento con Andy, rivelandogli i desideri e le paure della fidanzata: è dunque merito suo se i Torres si sono sposati, e l'amicizia fra Ellie e Jules è nata proprio in questo modo. Anche Laurie deve affrontare grandi passi verso il futuro: Wade è tornato dalla guerra e capita in Florida, ma sembra non volersene andare. Spinta da Andy, la donna, dopo un panico iniziale, decide di concedergli di restare e di fare un tentativo per verificare se la loro coppia funziona. Nel finale, viene rivelato che il primo incontro fra Jules e Grayson (o meglio, un vero e proprio scontro) è ciò che ha spinto la donna ad amare il vino.

## Tu ed io ci incontreremo di nuovo
- Titolo originale: You and I Will Meet Again
- Diretto da: John Putch
- Scritto da: Peter Saji

### Trama
Wade e Laurie ormai sono una coppia fissa: i due hanno deciso di andare a vivere insieme, ma la ragazza teme che la notizia possa distruggere Travis, da sempre innamorato di lei. Jules affronta l'amica e le chiede come mai non abbia mai dato una possibilità al ragazzo: Laurie risponde che, pur non avendo tantissimi anni di differenza, ha visto crescere Travis e non rischierebbe mai di farlo stare male. La compagnia deve ora affrontare il difficile compito di decidere chi sarà a rivelare al ragazzo la verità: dopo averlo scoperto per caso da Wade, Travis non fa certo i salti di gioia all'idea che Laurie vada a vivere con un altro uomo, ma riesce a metabolizzare la notizia restando saldo, senza tragedie. Ora che anche Wade è parte della compagnia del cul de sac, a Tom, non più novellino, viene assegnato un ruolo, ossia quello di "cheerleader personale" di Jules. Grayson si lamenta della scarsa vita sessuale fra lui e la moglie, così Jules decide di istituire il "giorno del nudo"; a causa di una serie di incidenti, tuttavia, la giornata si rivelerà tutt'altro che sexy.

## Si può migliorare
- Titolo originale: Make It Better
- Diretto da: Courteney Cox
- Scritto da: Rachel Specter e Audrey Wachope

### Trama
Chick, il padre di Jules, è caduto da cavallo e passa qualche giorno a casa della figlia per ricevere le cure di cui ha bisogno. L'uomo è troppo testardo per chiedere aiuto, così Jules deve escogitare stratagemmi psicologici per aiutarlo senza farsi scoprire. La donna, purtroppo, scopre di avere un calcolo renale: Jules cerca di nasconderlo al padre, dimostrando esattamente lo stesso orgoglio del padre, ma finirà per espellere il calcolo fra atroci dolori proprio nel momento in cui Chick cade dal divano e non riesce più a rialzarsi. Questo li porta ad un confronto padre-figlia, in cui affrontano il tema della vecchiaia e di quello che a Chick resta da vivere. Travis, per dimenticare Laurie, decide di reinventarsi playboy: Grayson e Bobby lo aiutano, inizialmente con scarsi risultati. Durante un'uscita a quattro con i Torres, Laurie vede Travis con un'altra ragazza e si imbestialisce, dando luogo a una gelosia inaspettata: Wade, a malincuore, si rende conto che la fidanzata è troppo concentrata sul ragazzo e che quindi non lo ama. Decide quindi di lasciarla e andarsene da Gulfhaven, mentre la povera Laurie rimane sola tra tristezza, gelosia e tanti dubbi.

## Tutti hanno un caveau
- Titolo originale: You Tell Me
- Diretto da: Michael McDonald
- Scritto da: Brad Morris e Emily Wilson

### Trama
Dopo essersi completamente dimenticato della sua candidatura (ed essersi pure perso la notizia della vittoria), Andy si scopre improvvisamente il nuovo sindaco di Gulfhaven. Il primo, difficile compito istituzionale è calmare Laurie: la ragazza, completamente disorientata dalla fine della storia con Wade e dai sentimenti confusi per Travis, perde molto facilmente le staffe, arrivando a urlare e distruggere oggetti per un nonnulla. Durante una seduta con Lynn, Jules viene colpita dall'idea che ci siano dei segreti all'interno della compagnia del cul de sac che non le vengono svelati: tutti gli amici, perfino Ellie e Grayson, hanno fra loro un "caveau", ossia un segreto di cui entrambi sono a conoscenza, ma che nessuno dei due rivelerà. Jules invita Lynn a uscire con loro solo per sostenere la tesi che i caveau non servano, creando una crisi nell'instabile psicoterapeuta. Intanto, Bobby porta Travis a godersi una "vacanza" al supermercato Target Market, dove ha una storiella estiva della durata di un pomeriggio con la donna dei suoi sogni.
- Guest star: Gillian Vigman (cliente di Target Market)

## Sindaci e dodgeball
- Titolo originale: Saving Grace
- Diretto da: Michael McDonald
- Scritto da: Blake McCormick

### Trama
Grayson iscrive tutta la compagnia del cul de sac a un torneo di dodgeball, con grande sconforto di Jules: la donna acconsente a malincuore per accontentare il marito, ma diventerà inaspettatamente l'elemento vincente del team. Bobby annuncia di trovarsi molto bene con "Riggs", il suo nuovo surfing partner, fino a suscitare la gelosia di Andy: il nuovo sindaco si rende presto conto che "Riggs" in realtà si chiama Lisa ed è una donna. Riggs e Bobby si trovano talmente bene insieme che Andy e Travis si convincono che i due formerebbero la coppia perfetta: cercano quindi di creare le occasioni per far nascere una storia, ma Bobby confida loro di avere paura. Dopo qualche resistenza, tuttavia, l'uomo si lascia andare e i due si baciano. Andy prende il suo nuovo ruolo istituzionale molto sul serio, tanto che la compagnia istituisce una penitenza per tutte le volte che l'uomo pronuncerà la parola "sindaco". Ellie intenta una guerra con una quattordicenne, rea di aver catturato l'attenzione di Andy nonostante la giovane età, e si preoccupa che, curandosi poco, il marito non la trovi più sexy. Grayson e Jules combattono contro un'invasione di gabbiani, causata da Bobby.
- Guest star: Maria Thayer (Riggs)

## A proposito di vecchiaia
- Titolo originale: This Old Town
- Diretto da: John Putch
- Scritto da: Melody Derlohson

### Trama
La casa di Grayson è finalmente stata venduta: i nuovi vicini sono Ann e Norman McCormack, un'attempata coppia che esprime da subito la volontà di fare amicizia con i vicini. Jules, inizialmente scettica, trascina la compagnia del cul de sac a una cena con i nuovi amici. Nonostante l'iniziale riluttanza, presto Jules, Grayson, Ellie e Laurie si rendono conto che vi sono diversi lati positivi. Prima di tutto, andare a letto alle 9 di sera regala una grande sensazione di riposo la mattina dopo; Norman, inoltre, è quasi sordo, per cui può permettersi di non capire ciò che la gente gli dice e rispondere ammiccando. I quattro cominciano quindi a fare una vita da pensionati, finché non scoprono Ann e Norman a fare sesso nel letto di Jules e Grayson. L'arzilla coppia rivelerà loro di essere scappata da una casa di riposo per la noia e di volere attorno a sé gente giovane per conservare la dinamicità, ma di essere stati molto delusi nello scoprire che i vicini si sentivano molto più vecchi di loro. A Gulfhaven c'è un'invasione di serpenti e Andy, Bobby e Riggs vanno a caccia degli animali (pur essendo tutti spaventati), nella speranza di fare fortuna. Il tutto frutta loro solamente sei dollari e Bobby, depresso dopo l'ennesimo tentativo andato a vuoto, cambia nome alla barca e si decide finalmente a iniziare una relazione più seria con Riggs. Travis, intanto, organizza un torneo di "Penny Can" a casa sua ed è in cerca del partner ideale: viene così raggiunto da Laurie, i cui sentimenti ormai sono chiari ma che la ragazza ha paura di affrontare.
- Guest star: Maria Thayer (Riggs), Shirley Jones (Ann McCormack)

## Criminali si diventa
- Titolo originale: The Criminal Kind
- Diretto da: Randall Keenan Winston
- Scritto da: Sean Lavery

### Trama
L'episodio, ispirato a Breakfast Club, fa parlare le "voci interiori" dei personaggi, consentendo di sentire direttamente i loro pensieri come delle voci fuori campo. Jules scopre che tutti, nella compagnia, hanno avuto delle brevi disavventure con la legge in gioventù: a parte i ben noti trascorsi di Laurie, anche Grayson ed Ellie si sono messi nei pasticci per delle notti brave o dei piccoli furti. La donna si sente ancora una volta in difetto per la sua gioventù mancata e decide di rimediare. Bobby e Laurie portano quindi Jules in un supermercato, ordinandole di rubare qualcosa; la donna non riesce a portare a termine il crimine, ma presto Bobby viene beccato a mangiare nel reparto del cibo e Laurie viene scoperta con un phon non pagato. I tre finiscono quindi rinchiusi nel ripostiglio, in attesa di capire il da farsi. Grayson scopre che sul suo pub girano tante recensioni negative, il più delle quali lo attaccano personalmente a causa del suo sguardo pieno di disprezzo; l'uomo si rivolge all'unica persona a lui affine, Ellie, senza sapere che l'autrice delle recensioni è proprio lei. Quando i "criminali" vengono liberati, Jules riesce nell'impresa di rubare la penna al direttore del supermercato, confidando poi a Laurie di rimpiangere solamente le cose che non ha fatto in passato. Questa frase fa riflettere Laurie, che si precipita a casa di Travis e confessa al ragazzo i suoi sentimenti.

## La vacanza
- Titolo originale: Don't Fade on Me
- Diretto da: John Putch
- Scritto da: Melody Derloshon e Blake McCormick

### Trama
Tutta la gang si decide ad andare in vacanza assieme: il luogo perfetto scelto sono le Bahamas. Tutti si preparano a partire: Chick arriva a casa di Jules per trascorrere qualche giorno a Gulfhaven durante l'assenza della figlia e Bobby affida Travis-cane alla fidanzata Riggs. I problemi tuttavia non mancano: Ellie rivela a Bobby che il cane in realtà lo usa solo per procurarsi da mangiare, mentre Jules scopre che Chick non si sottopone a un controllo medico da anni. Nel mentre, Travis e Laurie hanno ormai ufficializzato di provare dei sentimenti l'uno per l'altra, ma non riescono proprio ad aggiungere la fisicità al loro rapporto, trasformando così l'amicizia in una relazione. Ognuno risolve i problemi a suo modo: Bobby ha uno straziante saluto con Travis-cane, dove l'animale lo rincorre, triste per la partenza del padrone, mentre Jules riesce con uno stratagemma a portare Chick dal dottore. Lì purtroppo li attende una brutta sorpresa: in realtà, Chick si è sottoposto a un controllo medico poco tempo prima, ma lo aveva dimenticato. Durante questa visita, era infatti emerso che l'uomo è affetto dalla malattia di Alzheimer e potrebbe peggiorare presto. Tristi per le brutte notizie, la gang decide di non rinunciare alle vacanze, ma semplicemente di cambiare location: è proprio così, infatti, che tutti, Chick compreso (meno il povero Tom, in volo verso le Bahamas) arrivano a Los Angeles.
- Guest star: Maria Thayer (Riggs)

## Ama e andrai lontano
- Titolo originale: Have Love Will Travel
- Diretto da: John Putch
- Scritto da: Mary Fitzgerald e Peter Saji

### Trama
Ancora un po' sconvolti per la diagnosi di Chick, gli amici del cul de sac, raggiunti in fretta e furia da Tom, arrivano a Los Angeles. Travis e Laurie, determinati a portare la loro relazione sul piano fisico, fanno di tutto per rimanere da soli: purtroppo anche solo l'impresa di baciarsi sembra essere impossibile. Un elemento disturbatore (che sia un evento accidentale o lo stesso Bobby) è sempre presente e finisce con il rimandare il bacio tanto atteso. I due giovani, alla fine, si convincono che il destino e l'universo stiano cercando di separarli e decidono di lasciar perdere. Jules, per contrastare la malattia, vuole rendere la vacanza a Hollywood indimenticabile per il padre: quando Chick le confida di aver sempre sognato di ballare con Tippi Hedren, la donna assolda gli amici per trovare l'attrice e realizzare il suo sogno. Andy, intanto, rimane male nello scoprire che nessuno riconosce le sue origini latine, di conseguenza non riesce a far funzionare la cosiddetta "latino-connection" che gli consentirebbe di trovare l'aiuto che cerca. Proprio grazie al suo spirito di convincimento, però, gli amici riescono a trovare Tippi e a portarla a ballare con Chick. Nello stesso momento, Travis e Tom stanno cercando un musicista per la serata: quando si imbattono in un artista di strada che comincia immediatamente a suonare, compare Laurie. I due finalmente, in una bellissima cornice, realizzeranno quel primo bacio tanto atteso. Per finire, appena tornati a Gulfhaven Grayson rompe accidentalmente Big Lou: Jules è disperata, ma presto l'enorme bicchiere viene rimpiazzato da un vaso da fiori trafugato a Los Angeles, che viene ribattezzato, in onore della serata, Big Tippi.
- Guest star: Tippi Hedren (se stessa), Joshua Radin (musicista di strada)